# De Volta pro Aconchego
De Volta Pro Aconchego é uma canção de Dominguinhos e Nando Cordel. 
Gravada por Elba Ramalho, foi tema do protagonista Roque (José Wilker) da telenovela Roque Santeiro, de 1985.